# 전남대학교 로봇연구소
전남대학교 로봇연구소(Robot Research Initiative, RRI)는 대한민국 광주광역시에 있는 전남대학교 부속기관으로 마이크로의료로봇의 전문연구와 인력양성을 목적으로 설립되었다.
이후 다양한 연구성과를 바탕으로 2016년 마이크로의료로봇센터(MRC)가 설립되었고 2019년에는 독립연구재단인 한국마이크로의료로봇연구원(KIMIRo)이 설립되었다.
RRI는 현재 의료 로봇공학 분야, 특히 마이크로/나노 의료로봇 분야에서 선도적인 기관으로 평가 받으며 전 세계적으로 경쟁하고 있다.

## 연혁
- 2019.01.  (재)한국마이크로의료로봇연구원(KIMIRo) 설립
- 2017.10.  바이오트코리아에 줄기세포 정밀유도 마이크로로봇 기술이전
- 2017.07.  마이크로의료로봇, 정부 국정과제로 선정
- 2017.04.  마이크로의료로봇산업 국회포럼
- 2017.03.  제2회 마이크로의료로봇 산업협의회 출범
- 2016.10.  마이크로의료로봇센터(MRC) 개소
- 2015.03.  우영메디칼에 '능동캡슐내시경' 기술이전
- 2014.04.  대우조선해양(주)과 상호협력 MOU 체결
- 2013.06.  독일 프라운호퍼-IPA와 공동연구센터 개소 및 현판식
- 2011.06.  이탈리아기술원 재단(Fondazione Istituto Italiano di Tecnologia, IIT)과 MOU 체결
- 2010.06.  박테리오봇 연구센터 개소
- 2010.01.  일본 나고야대학(Toshio Fukuda 교수)과 MOU 체결
- 2008.10.  미국 Carnegie Mellon Univ.(Metin Sitti 교수)와 MOU 체결
- 2008.10.  이탈리아 Scuola Superiore Sant’Anna(Paolo Dario 교수)와 MOU 체결
- 2008.10.  제39회 국제 로봇 심포지움(ISR 2008)  주최
- 2008.03.  전남대학교 로봇연구소(RRI) 설립(초대소장 박종오 교수)

RRI 세계 연구 네트워크

## 대형과제수주
| 과제명                                        | 기간      | 지원처         | 예산(단위:십억) | 성과                                         |
| --------------------------------------------- | --------- | -------------- | --------------- | -------------------------------------------- |
| 마이크로의료로봇 기반 의료제품 개발사업       | 2023-2027 | 보건복지부     | 14.1            | 진행중                                       |
| 마이크로의료로봇 실용화 기술개발 사업         | 2019-2022 | 보건복지부     | 22.9            | 간종양 색전입자 정밀전달 마이크로로봇 개발   |
| 바이오의료기술개발사업                        | 2016-2022 | 미래창조과학부 | 2.4             | 줄기세포 기반 표적화 기술개발                |
| 로봇산업원천기술개발사업                      | 2015-2020 | 산업통상자원부 | 4.5             | 정밀표적 의료용 나노로봇 원천 연구           |
| 신시장 창조 차세대의료기기 개발사업           | 2015-2018 | 미래창조과학부 | 1.8             | 능동캡슐내시경 개발                          |
| 마이크로의료로봇센터 구축사업                 | 2013-2018 | 산업통상자원부 | 34              | 마이크로의료로봇산업 인프라 구축             |
| 해외우수연구기관 유치사업                     | 2012-2018 | 미래창조과학부 | 6.0             | RRI-Fraunhofer IPA 국제공동연구소 케이블로봇 |
| 로봇산업원천기술 개발사업                     | 2012-2017 | 산업통상자원부 | 1.3             | 골절정복수술로봇                             |
| 원자력연구기반확충사업                        | 2011-2016 | 미래창조과학부 | 0.4             | 중입자치료용 카우치로봇                      |
| 파이오니어사업 "박테리오봇"                   | 2009-2015 | 미래창조과학부 | 6.0             | 박테리오봇                                   |
| 원격로봇 수술을 위한 영상유도시스템 기술 개발 | 2008-2013 | 산업통상자원부 | 2.5             | 뇌수술로봇                                   |
| 혈관치료용 마이크로로봇 개발                  | 2007-2014 | 산업통상자원부 | 13              | 혈관치료용 마이크로로봇                      |

## 연구성과
- 2022. 간종양 색전입자 정밀전달 마이크로로봇 개발[2]
- 2021. 질환맞춤형 마이크로로봇 형상 최적화 기술 개발(세계최초)[3]
- 2020. 줄기세포마이크로로봇 무릎연골재생 성공(세계최초)[4]
- 2019. 고형암 치료 나노의료로봇 모델 제시(세계최초)[5]
- 2019. 제3세대 캡슐내시경 개발(세계최초)[6]
- 2017. 줄기세포기반 의료용마이크로로봇 생체외실험(세계최초)[7]
- 2016. 면역세포기반 의료용마이크로로봇 생체외실험(세계최초)[8]
- 2013. 의료용 박테리아 나노로봇 생체동물실험(세계최초)[9]
- 2010. 혈관용 마이크로로봇 생체동물실험(세계최초)[10]

## 같이 보기
- 나노봇

## 관련링크
- RRI portal
- (재)한국마이크로의료로봇연구원
- Uni Lab